# チャブ (潜水艦)
チャブ (USS Chub, SS-329) は、アメリカ海軍の潜水艦。バラオ級潜水艦の一隻。艦名はヨーロッパや北米に生息するコイ科ウグイ亜科の魚チャブに因んで命名された。

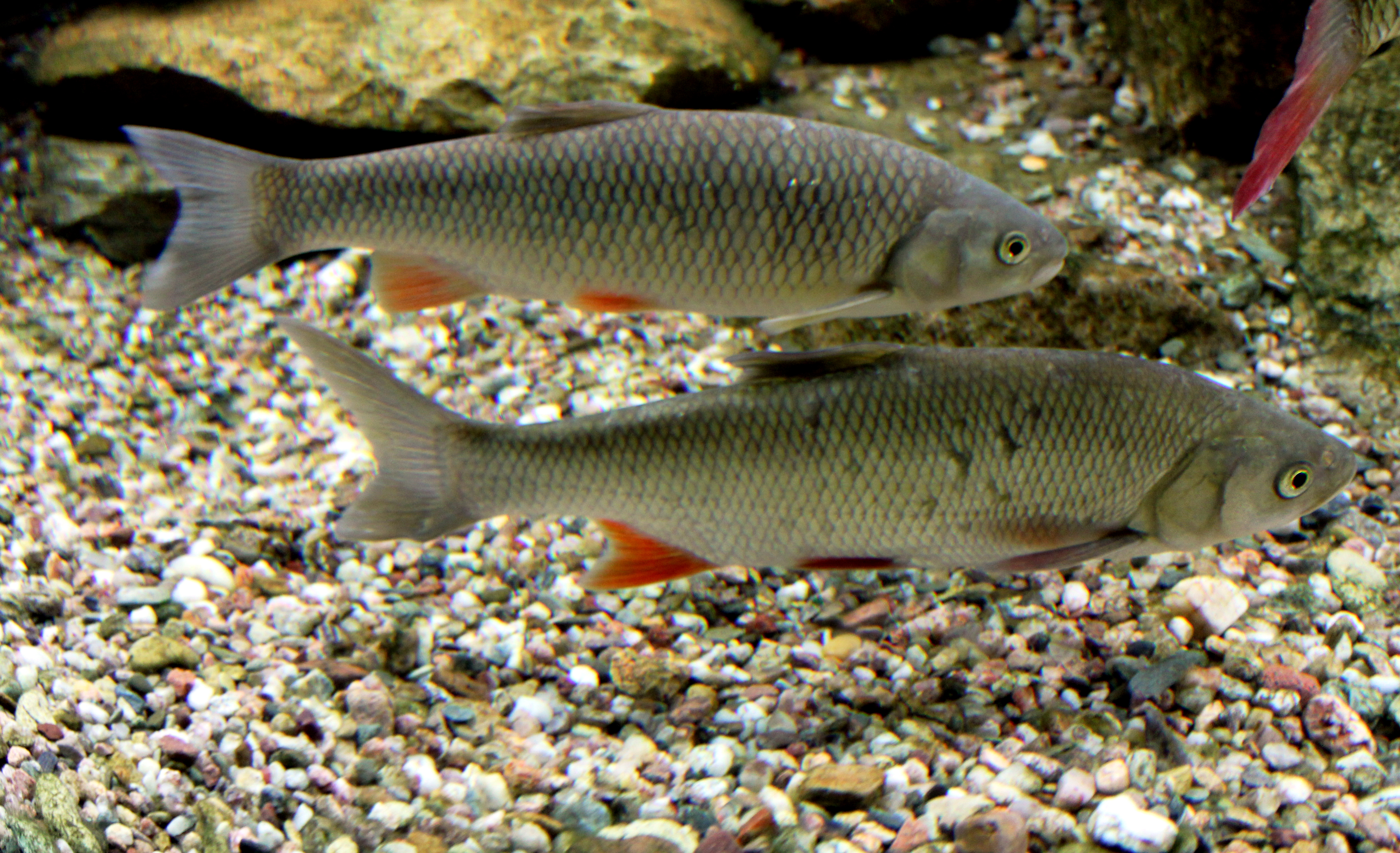
ヨーロピアン・チャブ（European chub）

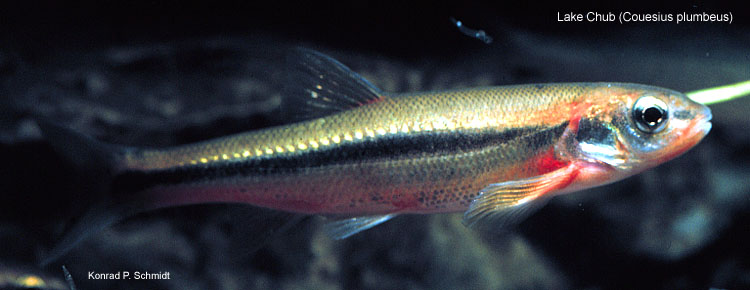
レイク・チャブ（Lake chub）

## 艦歴
当初はハタ科の一種ブラック・グルーパーの学名に因みボナシ (Bonaci) の艦名であったが、1942年9月24日にチャブと改名される。チャブは1943年9月16日にコネチカット州グロトンのエレクトリック・ボート社で起工した。1944年6月18日にT・A・リッシュ夫人によって命名、進水し、1944年10月21日に艦長カシアス・D・ライムズ・ジュニア中佐（アナポリス1935年組）の指揮下就役する。この後、チャブはニューロンドンを出航し、1945年1月24日に真珠湾に到着した。

### 第1の哨戒 1945年2月 - 4月
2月13日、チャブは最初の哨戒で南シナ海に向かった。2月24日にサイパン島に寄港して補給を受けた後、哨区に到着した。3月3日、チャブは日本の潜水艦と思われる敵から雷撃を受けたが回避した。3月29日には僚艦フラウンダー (USS Flounder, SS-251) からの情報に基づく護衛艦群を発見し、追跡した。敵機によって6度にわたる妨害を受けたが、チャブは全速力を出しなおも食い下がった。しかし、最終的には振り切られた。翌3月30日、チャブの上空で空戦があり、味方機が撃墜された。チャブはさっそく3名のパイロットを救助した。その時、2隻の哨戒艇が出現してきたので、チャブはその場を去った。チャブは南下して哨戒を続けた。4月12日、チャブはジャワ海を航行中に日本の二式水上戦闘機を発見し潜航。直後、爆撃を受け潜望鏡と油圧系統にダメージを受けたが、これ以上の被害はなかった。4月18日、チャブは64日間の行動を終えてフリーマントルに帰投した。

### 第2、第3の哨戒 1945年5月 - 8月
5月14日、チャブは2回目の哨戒でジャワ海に向かった。5月21日未明、チャブは南緯06度15分 東経116度01分 / 南緯6.250度 東経116.017度の地点で2隻の貨物船を攻撃した。この時、第34号掃海艇が出現したので、チャブはこれを撃沈した。その他、6月1日に小型船舶の船団を発見して攻撃したが成功せず、6月14日にもレーダーで探知した目標に魚雷を1本命中させたが、結果ははっきりしなかった。6月21日、チャブは38日間の行動を終えてスービック湾に帰投した。
7月15日、チャブは3回目の哨戒でジャワ海および南シナ海に向かった。この頃には目標らしい目標もほとんどなかったが、それでもジャワ海で多くの小型船舶を撃ち沈めた。具体的には、7月24日に3隻のタグボートおよび小型船を浮上砲戦で撃沈し、8月5日にも大小のタグボートと艀を撃沈。8月9日には第五一号型駆潜艇風の小型船を撃沈し、8月11日には海上トラックを撃沈した。8月17日、チャブは33日間の行動を終えてフリーマントルに帰投した。
チャブは第二次世界大戦の戦功で3個の従軍星章を受章した。チャブの3度の哨戒は成功として記録された。合計4,200トンの戦果を挙げたと記録されたが、公式記録は第34号掃海艇のみだった。

### 戦後
チャブはフリーマントルからスービック湾に移動し、1945年末まで同地で訓練に従事し、その後西海岸に向かった。1946年、チャブは新たな母港である真珠湾を拠点として作戦活動に従事し、オーバーホールの必要があるときは西海岸を訪れた。1946年11月12日から1947年2月14日まで極東に展開し、模擬哨戒および第7艦隊との訓練を行う。1947年の後半はアラスカ水域への訓練巡航を行い、シアトルからサンフランシスコへの予備役兵の訓練を行った。

### トルコ海軍で
サンフランシスコでのオーバーホールの後、チャブはニューロンドンに向けて1948年3月4日に出航、続いて大西洋を横断しトルコのイズミルに向かい、5月11日に到着した。5月23日にアメリカ海軍を退役、除籍され、2日後にトルコ海軍に移管された。トルコ海軍ではギュル (TCG Gür, S 334) として就役する。1953年にギュルはフリート・シュノーケル改修が行われた。最初にトルコのゴルック海軍工廠で作業が行われ、仕上げはアメリカで行われた。
グルは1975年12月12日に退役し、スクラップのためアメリカ合衆国に返還された。